# Рифей (геохронологический период)
Рифей (англ. Riphean) — подразделение Общей стратиграфической шкалы России, имеющее ранг подэонотемы. В совокупности с последующей вендской системой составляет верхнепротерозойскую эонотему.
По характерным комплексам строматолитов подразделяется на верхнерифейскую, среднерифейскую и нижнерифейскую эратемы.
Рифей выделен советским геологом Н. С. Шатским в 1945 году на Южном Урале. Название происходит от Рифейских гор — античного названия некой горной системы на далёком севере, которая иногда отождествляется с Уральскими горами.
Соответствующий рифейским отложениям геохронологический период по действующей Общей стратиграфической шкале России датируется возрастом 1650—600 млн лет назад:
- Верхнерифейская эра 600—1030
- Среднерифейская эра 1030—1350
- Нижнерифейская эра 1350—1650

В советской стратиграфии нижнюю и верхнюю границы рифея проводили по породам возрастом 1650 и 680—650 млн лет соответственно (сначала в состав рифея включали и венд, конец которого ранее датировали 570, а сейчас 542 млн лет назад). В базе Международной комиссии по стратиграфии рифей датируется от 1400 до 800 млн лет назад.
В современной Международной стратиграфической шкале рифей отсутствует. Соответствующий рифею диапазон начинается в позднем статерии и заканчивается в раннем эдиакарии.

Российская стратиграфическая шкала для протерозоя
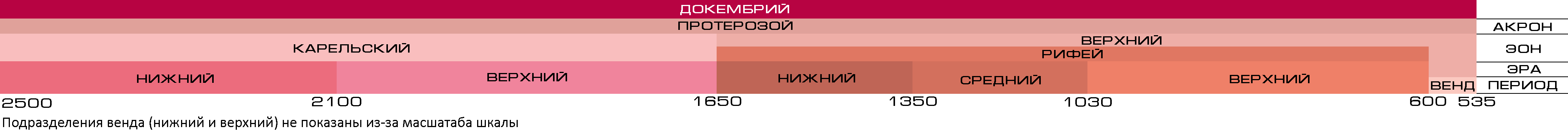
Рифей и его составляющие отмечены коричневым цветом